# Tango Gameworks
Tango Gameworks is een Japans computerspelontwikkelaar gevestigd in Tokio. Het bedrijf werd in maart 2010 opgericht en in oktober 2010 overgenomen door ZeniMax Media.

## Ontwikkelde spellen
| Release | Titel             | Platform                                                  |
| ------- | ----------------- | --------------------------------------------------------- |
| 2014    | The Evil Within   | PlayStation 3, PlayStation 4, Windows, Xbox 360, Xbox One |
| 2017    | The Evil Within 2 | PlayStation 4, Windows, Xbox One                          |
| 2022    | Ghostwire: Tokyo  | PlayStation 5, Windows, Xbox Series S/X                   |
| 2023    | Hi-fi Rush        | PlayStation 5, Windows, Xbox Series S/X                   |